# Saint-Germain-Laprade
Saint-Germain-Laprade – miejscowość i gmina we Francji, w regionie Owernia-Rodan-Alpy, w departamencie Górna Loara.
Według danych na rok 1990 gminę zamieszkiwało 2739 osób, a gęstość zaludnienia wynosiła 98 osób/km² (wśród 1310 gmin Owernii Saint-Germain-Laprade plasuje się na 76. miejscu pod względem liczby ludności, natomiast pod względem powierzchni na miejscu 250.).